# Коэн, Эвелин
Эвелин М. Коэн (англ. Evelyn M. Cohen) — американская историк искусства.

## Карьера
Коэн — эксперт в области искусства средневековых еврейских рукописей.
Эвелин Коэн удалось воссоединить две половины древнейшей датированной еврейской рукописи из немецких земель. Работая в архиве, она узнала, что часть рукописи еврейского праздничного молитвенника, которую она изучала, была другой половиной молитвенника, который она изучала в другом архиве. Рукопись представляет собой личный молитвенник Калонимоса бен Иегуды, датированный 28 Тевета 5050 года (12 января 1290 года), Эслинген-ам-Неккар.
Коэн особенно известна своей работой о роли еврейских женщин в заказе, владении и использовании книг в период Средневековья и Возрождения. Она открыла и описала несколько молитвенников, написанных от лица женщины, в том числе те, в которых среди благословений, с которых начинается утренняя молитва, есть благословение: «Благословен Ты, Боже, Владыка Вселенной, что Ты сотворил меня женщиной, а не мужчиной». 
В других рукописях, которые изучала Коэн, в иллюстрациях присутствуют изображения женщин.
В 1985 году Коэн получила Национальную еврейскую книжную премию в категории «Изобразительное искусство» за книгу о Махзоре Ротшильда 1492 года, написанную в соавторстве с Менахемом Шмельцером. 
Коэн — дочь Хаскелла Коэна, бывшего директора по связям с общественностью НБА.

## Книги
- A Journey through Jewish Worlds: Highlights from the Braginsky Collection of Hebrew Manuscripts and Printed Books, by Evelyn M. Cohen, Emile Schrijver, and Sharon Mintz, Waanders, 2010
- Pen and Parchment: Drawing in the Middle Ages, Metropolitan Museum of Art Publications, соавтор, 2007
- The Rothschild Mahzor, - Florence, 1492, 1983
- Chosen: Philadelphia's great Hebraica, Rosenbach Museum and Library, соавтор с Дэвидом Стерном[англ.], 2007
- Omnia in Eo: Studies on Jewish Books and Libraries in Honour of Adri Offenberg Celebrating the 125th Anniversary of the Bibliotheca Rosenthaliana in Amsterdam, Peeters Publishers, соавтор, 2006.
- "Hebrew Manuscript Illumination in Italy", в Gardens and ghettos: the art of Jewish life in Italy, University of California Press, соавтор, 1989.